# Saison 3 de Mission casse-cou
Chronologie
Saison 2
Cet article présente le guide des épisodes de la troisième saison de la série télévisée britannique Mission casse-cou (Dempsey & Makepeace).

## Fiche technique
- Pays : Royaume-Uni
- Production : Golden Eagle Films (créateur) & London Weekend Television (LWT)
- Producteurs : Ranald Graham, Nick Elliott (exécutif), Lynda Ostermeyer (assistant)
- Scénariste : Tony Wharmby (créateur)
- Musique : Alan Parker
- Direction de production[1] :
  - Peter McKay (Épisodes "3", "4", "6", "7", "8", "9", "10").
  - David Fitzgerald (Épisodes "1", "2", "5").
- Distribution des rôles : Anthony Arnell[2] (Sauf l'épisode "10")
- Décors[3] : Mike Oxley
- Image[4] :
  - Geoff Harrison (Épisodes "1", "2", "4", "6", "8").
  - Mike Humphreys (Épisodes "3", "5", "7", "9", "10").
- Costumes : 
  - Frances Tempest (Épisodes "1", "2", "4", "6", "8").
  - Sue Formston (Épisodes "3", "5", "9", "10").
- Maquillage[5] :
  - Marella Shearer (Épisodes "1", "2", "4", "6", "8").
  - Lyn Evans (Épisodes "3", "5", "7", "9", "10").
- Langue : Anglais
- Format : Couleur / 1,33 : 1 / Mono
- Durée : 50 minutes (épisodes 1 à 10)

## Personnages principaux
- Michael Brandon (VF : Pierre Arditi) : Lieutenant James Dempsey
- Glynis Barber (VF : Nadine Delanoë) : Sergent-détective Harriet Alexandra Winfield (Makepeace)

## Personnages secondaires
- Ray Smith : Super-intendant Gordon Spikings
- Tony Osoba : Sergent-détective Chas. Jarvis

## Épisodes

### Épisode 1:L'Étincelle - 1epartie
- Titre original : The Burning - Part 1
- Numéro(s) : 21 (3-1)
- Réalisateur : Baz Taylor
- Scénariste : Ranald Graham
- Montage : Ray Helm
- Décors : Rae George
- Diffusion(s) : 
  -  Royaume-Uni : 30 août 1986
  -  France :
- Invité(s) : Jill St John (Mara Giardino), Michael Shannon (Conrad), Jonathan Linsley (Butch), Alan Hunter (Phil), Doug Robinson (Danny), Tony Stephens (l'homme masqué), David Baxt[6] (Joey), Bruce Boa (Coltrane), Philip Anthony (le directeur de l'hôtel), Bunny May (le 1er joueur de snooker), Andy Bradford (l'ex-parachutiste)…
- Résumé : Dans une zone portuaire en partie abandonnée, Dempsey et Harriet rencontre un homme qui arrive avec un autre dans une voiture. Il veut remettre à Dempsey 50000 livres, sans savoir exactement les raisons de la livraison qu’il effectue. L’intermédiaire allait repartir quand on fait exploser sa voiture. Un homme masqué surgit sur le toit d’un bâtiment voisin et se met à tirer sur Dempsey. En lui tirant dessus Dempsey lui fait faire une chute du toit. L’homme masqué réussit pourtant à s’enfuir. Alors que Dempsey l’a rejoint, il lui parle de Joey et, avant de tirer sur lui avec son pistolet vide, il lui annonce que c’est de la part de Coltrane. Pour assurer sa sécurité, Dempsey propose à Spikings de faire croire qu’il est mort lors de l’attaque et d’enquêter en cachette. Harriet apprend alors de lui qui est Coltrane et son rôle dans son arrivée à Londres. Un nommé Conrad arrive dans un palace. Spikings remet de l’argent à Dempsey et le laisse partir en lui indiquant qu’Harriet sera sa liaison avec ses services.

Six semaines plus tard, Dempsey joue au snooker pour de l’argent avec un homme à qui Johnny, l'identité qu'il utilise, propose de l’embaucher pour assurer sa protection. L'homme accepte. Dempsey remarque Conrad, dont son protecteur lui apprend qu’il cherche des gros bras. Dempsey téléphone à Harriet, en présence de son ami Butch, en ce faisant passer pour un homme qui veut un guide pour visiter Londres. Il lui fixe rendez-vous à 7 heures du matin. Elle le trouve, avec Butch, devant le Royal Albert Hall. Ils font, en voiture, le tour des principaux monuments de la ville. Dempsey envoi Butch chercher des glaces et informe Harriet sur Conrad, qu’il faut faire surveiller. Dempsey, en faisant mine de la draguer devant Butch, donne à Harriet son adresse.
Conrad est prêt à lancer une opération. De retour à son hôtel, suivi par Harriet, il est rejoint par Mara, qui l’informe que New-York attend et qu’ils n’ont qu’à livrer à temps. Harriet rejoint Dempsey, qui est avec Butch, accompagnée d’une jeune collègue qui est à l’école de police et dont c'est la première opération sur le terrain. Harriet parle de Mara à Dempsey. Ils décident de faire en sorte qu'elle rencontre Johnny Lupino. Dempsey se fait donc embauché comme barman dans le palace de Mara. Il intervient quand Chase, en client ivre, importune Mara. Il passe la nuit avec elle et la reconduit au matin dans son palace. Dempsey rejoint Harriet qui dort encore dans sa chambre. Il lui parle de Joey, son collègue qui trahissait la police, et lui raconte le moment où il l’a tué lors de l'embuscade où il devait être tué lui-même.
Mara demande à Conrad de se renseigner sur Johnny. Dempsey ne cesse de repenser à Joey, à Coltrane et à l’homme masqué. Deux hommes capturent Butch et Dempsey et conduisent ce dernier à Mara. Elle l’engage pour l’opération. Harriet, pour protéger Dempsey, voudrait que la police arrête Conrad sur lequel il y a assez de preuves. Spikings refuse. La police a perdu la trace de Mara. Celle-ci a embauché Dempsey sur l’ordre indirect de Coltrane, qui l’a reconnu sur des photos.

### Épisode 2:L'Étincelle -2epartie
- Titre original : The Burning - Part 2
- Réalisateur : Baz Taylor
- Scénariste : Ranald Graham
- Montage : Ray Helm
- Décors : Rae George
- Diffusion(s) : 
  -  Royaume-Uni : 6 septembre 1986
  -  France :
- Invité(s) : Jill St John (Mara Giardino), Michael Shannon (Conrad), Jonathan Linsley (Butch), Andy Bradford, Nick Hobbs, Gareth Milne et Wayne Michaels (quatre ex parachutistes), Barrie Houghton (Kereg), Jonathan Docker-Drysdale (Détective Sergent Ward), David Baxt[6] (Joey), Richard Avery (Hal)…
- Résumé : Conrad entraîne les gros bras qui vont réaliser l’opération, dont Dempsey et Butch. Mara, elle, rencontre Kereg, qui l’informe que la marchandise est entrée dans le pays la veille au soir. Dans la nuit Dempsey est surpris par la visite d’Harriet qui vient prendre des nouvelles de lui après une semaine de silence de sa part. Il la chasse. Harriet apprend de Chase que Mara est la femme de Raphaël Giardino, un gros bonnet de la mafia international qui passe en procès en Sicile. Harriet décide d’aller chercher Dempsey. Kereg informe Mara que ses fournisseurs s’impatientent. Elle le rassure et annonce qu’elle payera le tous dans 2 jours.

Dempsey fait mine de ne pas reconnaître Harriet, qui arrive en voiture. Elle le stop en rentrant dans sa voiture avec la sienne. Il reste silencieux. Mara presse Conrad de réaliser l’opération le plus rapidement possible, pour pouvoir payer les Turcs dans les délais. Dempsey, suivi discrètement par Harriet, rejoint ses collègues sur le site de préparation de l’opération. Mara veut le voir. Harriet s’introduit sur le site. Elle y est surprise par Butch et ils sont rejoints par un autre homme. Ils la conduisent auprès de Mara, qui ordonne de la liquider. Pour la sauver, Dempsey révèle qu’elle est de la police. Mara décide de la faire mettre à l’abri pour l'instant. Elle veut toujours qu’Harriet soit liquidée. Dempsey annonce alors qu’il s’en charge. Harriet lui apprend, ainsi qu’a un de ses complices, que Mara est la femme de Giardino sans pouvoir lui en dire plus. Mara et Conrad interrogent Harriet qui lui annonce qu’elle sait qu’elle participe au trafic de la drogue à New-York, assassinant ainsi des centaines d’enfants.
Spikings apprend de Chase qu’une rumeur annonce qu’un gros coup va avoir lieu le jour même ciblant l'un des 50 dépôts de Londres. Son chef décide de faire suivre la situation par un hélicoptère. L’opération est lancée. Mara attend des nouvelles alors qu’Harriet réussit à s’échapper. Elle la surprend et la menace d’une arme. Un homme arrive par derrière est la menace à son tour. Il est suivi par Coltrane en personne. Celui-ci annonce à Mara la véritable identité de Johnny et, alors qu’elle veut annuler l’affaire, il annonce que Dempsey tiendra très bien son rôle parce qu’ils détiennent Harriet. Coltrane informe Dempsey que s’il ne fait pas ce qu’il doit faire, Harriet sera tuée. L’opération vise le dépôt de la Ridrow Securites Ltd et les tonnes d'or en lingots qu’il contient…

### Épisode 3:Le Mariage
- Titre original : Jericho Scam
- Numéro(s) : 23 (3-3)
- Réalisateur : Robert Tronson
- Scénariste : Jeffrey Caine (en)
- Montage : Paul Hudson
- Décors : Liz Ashard
- Diffusion(s) : 
  -  Royaume-Uni : 13 septembre 1986
  -  France :
- Invité(s) : Lee Montague (Détective Chef Inspecteur Lacey), Jack Watson (Terence Harris), Michael Robbins (Simmons), David Goudge (Phelps), Martyn Whitby (Malley), Andrew Sketchley (Détective Sergent Taylor), Lisa Anselmi (Réceptionniste), Richard Klee (Docteur Pohl)…
- Résumé : Chase s’impatiente en smoking devant une église. Simmons et un complice perce un mur. Harriet et Dempsey, qui vont rejoindre Chase en Rolls blanche, entendent l’appel de la police au sujet de Simmons, alors qu’ils passent devant les locaux où il est. Dempsey lance la bague de mariage à Chase et part intercepter Simmons qui sort de la banque. Son complice s’échappe. Dempsey veut l'interroger, mais tombe sur le Détective Chef Inspecteur Lacey qui l’en empêche. Au bureau, Harriet est étonnée de découvrir Chase : sa fiancée n’est pas venue. Spikings annonce que Simmons va être libéré sous caution.

Simmons est dans une cabine téléphonique et sait que Dempsey le suit, avec Harriet. Il demande à son correspondant de le débarrasser de lui. Peu après Dempsey et Harriet sont rappelés au bureau. Spikings leur ordonne de laisser l’affaire à Lacey. Celui-ci perquisitionne chez Simmons, quand Dempsey et Harriet arrivent. Lacey le fait partir. Plus tard Dempsey, qui surveille la maison de Simmons, le voyant partir, lance Harriet derrière lui et va chez lui. Un homme, qui surveille la maison, en avertit la police. Harriet, qui entend l’appel de la police à ce sujet, l’avertit à son tour de l’arrivée de la police. Simmons reçoit la visite d’un homme qui arrive dans une Jaguar et qui lui rappelle qu’il a été payé une forte somme pour faire sauter la banque, ce qu’il n’a pas fait.
La fiancée de Chase a repris contact et le mariage est fixé pour le samedi suivant. Simmons demande à voir Dempsey le soir sur son chantier. Sur les lieux, Dempsey découvre son cadavre. Chez lui, Dempsey reçoit la visite de Lacey qui a un mandat de perquisition. Visiblement bien informé, celui-ci découvre directement, une enveloppe pleine d’argent cachée dans un canapé. Dempsey, qui est interrogé par Lacey et Spikings, prend la situation à la légère. Avant de partir, Lacey apprend à Dempsey que le chauffeur de Simmons a été retrouvé mort. Spikings, seul avec Dempsey, lui signale qu’il est dans de très mauvais draps, et lui conseille, à mots couverts, de s’enfuir et de mener sa propre enquête. Dans la nuit, Harriet le découvre chez elle et accepte de l’aider.
Ils se rendent dans les locaux de la société Harris Stang, pour qui Simmons a travaillé et qui a construit la banque qu’il a attaquée. Dempsey réussit à rencontrer Harris, qui n’est autre que l’homme à la Jaguar ; et lui annonce qu’il pense qu’il y a des magouilles dans ces chantiers, ce qu’Harris dément. Dempsey sort des locaux de Harris, avec Harriet, quand Lacey arrive. Il repart avec la voiture d’Harriet. Dempsey décide de chercher du travail. Il se présente à Malley, le chef de chantier d’Harris, sous un faux nom, pour être chauffeur. Malley, qui sait qui est Dempsey, en avertit Harris qui, convaincu que la police ne couvrira pas ce policier-là, veut que Malley s’en débarrasse. Lors d’une rencontre avec Harriet, Dempsey lui remet du gravier et du sable à faire analyser. De retour sur le chantier, Malley veut lui fait passer un test : faire deux fois le tour du chantier et dans les deux sens. Une fois qu'il est lancé dans son test, Malley lance derrière lui un tractopelle qui fait chuter son camion d’une dizaine de mètres. Il s’en sort et se lance dans un duel de tractopelles. Duel qu’il gagne. En voyant une boule de démolition en action, il a une idée…

### Épisode 4:Le Boxeur à mains nues
- Titre original : The Prize Fighter
- Numéro(s) : 24 (3-4)
- Réalisateur : Baz Taylor
- Scénariste : Murray Smith
- Montage : Ray Weedon
- Décors : Rae George
- Diffusion(s) : 
  -  Royaume-Uni : 20 septembre 1986
  -  France :
- Invité(s) : Ben Howard (Jerry Curtis), June Barry (Madame Spikings), Frederik de Groot (Olaf Schram), Lee Walker (Mick Tucker), Seeta Indrani (le docteur), Patrick Durkin (Horse Johnson), Kim Wall (D.C. Fry), Jonathan Docker-Drysdale (D.S. Ward), Lorna Barton (la serveuse de cocktail), Greg Powell (Ginger Danson), Gerry Crampton (Knuckles Brannigan), Kevin Lloyd (Jimmy Mulgrew dit Gentleman Jim) …
- Résumé : De nuit, Dempsey et Harriet sont en voiture et reviennent d’une soirée où ils ont été ensemble. Ils tombent sur le corps d’un homme, toujours vivant mais dans un état critique et les mains pleines d’hématomes. Tout prouve que c’est un boxeur qui a combattu à mains nues. Dans ses affaires Dempsey découvre des 5 billets de 10 livres. Spikings ne veut pas de l’affaire jusqu’à ce qu’Harriet lui apprenne que tous les billets étés contrefaits. Les combats de boxes à mains nues sont illégaux, ce sont aussi un bon moyen pour écouler de la fausse monnaies. L’homme vient de mourir.

Dempsey rencontre Horse Johnson, un ancien poids lourd et un des informateurs d’Harriet, qui lui donne un numéro de téléphone. De retour au poste, un des policiers leur apprend que la chevalière et la montre en or du mort ont été volées. Alors que Dempsey indique à Harriet que le numéro de téléphone est celui d’un cocktail bar tenu par Jerry Curtis, une femme arrive qui recherche son mari. C’est madame Spikings, dont on vient de voler la voiture, et qui veut que son mari active les recherches. Dempsey et Harriet se rendent au cocktail bar. Ils se font remarquer de Jerry et d’un autre homme en se faisant passer pour un couple venant de Las Vegas. Au sortir de la boîte, ils sont abordés par Jerry. Il leur fixe rendez-vous le lendemain pour un combat. La victime a été identifiée, c’est Robert Mulgrew, un boxeur professionnel, dont le frère aîné Jimmy, surnommé Gentleman Jim, est connu d’Harriet. Spikings fait diffuser dans son service la description de la voiture de sa femme.
Une opération est montée. Jerry vient en personne chercher Harriet et Dempsey pour les conduire sur le lieu du combat. Jerry discute avec son complice, qui avait payé la victime avec des faux billets. Jerry a agi comme il l’a fait avec Mulgrew parce que celui-ci c’était mis en rogne. Le combat vient de finir quand Gentleman Jim remarque Harriet. Elle lui révèle qu’elle est là pour enquêter sur la mort de son frère, qu’il apprend pour l’occasion. Les deux frères n'avaient pas de bonnes relations et se voyaient peu. C'est Gentleman Jim qui a donné à son frère les objets volés retrouvés sur lui. Harriet lui demande son aide. Olaf, le complice de Jerry, a décidé de payer avec de la vrai monnaie parce qu’il n’est pas tranquille. Jerry a aussi des doutes. Il a remarqué que Gentleman Jim est resté longtemps avec le couple d’Américains. Avant de partir, Dempsey, Harriet et Gentleman Jim son stoppés par les hommes de Jerry. Celui-ci interroge les Américains, avec Olaf, avant de les laisser repartir avec un de ses hommes. Spikings et Chase repartent après eux. Jerry et Olaf interrogent ensuite Gentleman Jim, qui fait mine d’avoir des doutes sur les Américains. Il fait aussi mine d’être surpris quand Jerry lui apprend la mort de son frère, à la suite d'une bagarre. Sur la route, Spikings croise la voiture de sa femme. Dempsey et Harriet remarque l’état de la voiture dans laquelle ils sont et comprennent qu’il y a eu un bagarre. Dempsey fait arrêter la voiture et Harriet arrête le chauffeur. La voiture est bien celle où Mulgrew a bien vécu ses derniers instants. Le chauffeur parle. Harriet apprend qu’un nouveau combat est organisé et une nouvelle opération est montée…

### Épisode 5:Préjudice
- Titre original : Extreme Prejudice
- Numéro(s) : 25 (3-5)
- Réalisateur : John Hough
- Scénariste : Jeffrey Caine (en)
- Montage : Paul Hudson
- Décors : Liz Ashard
- Diffusion(s) : 
  -  Royaume-Uni : 27 septembre 1986
  -  France :
- Invité(s) : Clive Mantle (Big Ben Davis), Stephan Chase (Edwards), Lea Rochelle (la terroriste), Marc Boyle (le terroriste), James Gaddas (Andy), Kenneth Gilbert (Docteur Swann), Mark Ryan (Jimmy), Roy Boyd (le sergent au dépôt), Stuart Mungall (Billy Lucas)…
- Résumé : Dempsey arrive devant un immeuble, en livreur de lait. Il est là pour interpeller ses occupants qui ont des armes de guerre. Il est aidé par Chase et Harriet . Il déclenche involontairement la bagarre. Un homme arrive avec une grenade dégoupillée. Dempsey réussit, avec l’aide de Chase à la lui enlever des mains. De retour au bureau, Dempsey apprend que les armes viennent d’un convoi de l’armée volé en plein jour. Il parle plusieurs fois au psychiatre qui se trouve là. Le service de Spikings a été requis par le MI5 pour neutraliser un réseau terroriste. Dempsey et Harriet décident, avec l’accord de Spikings, de chercher ceux qui dirigent l’opération.

Un homme, Jimmy, prépare un coup. Dempsey et Harriet interroge l’homme à la grenade, Andy. Ils sont observés par le psychiatre. Dempsey se met à jouer avec Andy à la roulette russe. Il tire une première fois dans sa propre main. Il n’y a pas de balle. Il est sur le point de faire de même dans celle d’Andy. Harriet essaye de l’arrêter puis sort de la pièce. Andy parle de Jimmy et de son contact, Billy Lucas. Spikings arrive avec Harriet. L’arme n’était pas chargée. Jimmy et ses hommes arrivent en camion dans un dépôt militaire. Ils embarquent de force diverses caisses quand une voiture arrive, une fusillade éclate. Un des hommes de Jimmy, un homme de grande taille, tire sur le sergent qui s’écroule. En s’enfuyant l’un des attaquants se fait tirer dessus alors qu’il allait grimper dans leur camion et se retrouve au sol.
L’homme de grande taille, Ben, rencontre un nommé Edwards, pour qui il s’est infiltré dans le groupe. Dempsey et Harriet interroge le sergent qui leur parle notamment de Ben. En sortant de l’hôpital, Harriet annonce à Dempsey qu’elle n’a plus envie de travailler avec lui. Spikings leur apprend qui vont travailler avec les services secrets et que leur agent de liaison sera Edwards. Celui-ci se présente comme un marginal et pense que cela le rapproche de Dempsey. Il leur parle de Ben Davis, ancien boxeur et lutteur, surnommé Big Ben, qu’il décrit entre comme extrêmement brutale et qui adore les armes. Le psychiatre, qui était là pour évaluer les membres de l’équipe de Spikings, émet des doutes sur Dempsey qu’il juge trop violent. Harriet se demande pourquoi Edwards, en 6 mois d’enquête, n’a pas plus de succès.
Dempsey va voir Billy Lucas, avec Harriet, qu’il fait passer pour une cliente. Celui-ci est prêt à fournir tous types d’armes. Dempsey demande un char. Spikings demande à Harriet de lui faire savoir si Dempsey dépasse les limites qui s’imposent même à un policier américain. Elle accepte. Jimmy et Big Ben attaquent un camion qui transporte un char. C'est un piège, Chase, Harriet et Dempsey sont dedans. Big Ben s’enfuit en voiture et Jimmy est finalement abattu par Dempsey. Edwards en est informé. Il apprend à Dempsey et Harriet, que Big Ben travaille parfois comme videur dans une boîte de strip-tease. Edwards demande à parler seul à Harriet. Il lui décrit Dempsey comme une machine, un tueur que le doute peu dérégler.
Big Ben se bagarre dans la boîte où il travaille. La police en est informée ainsi qu’Harriet et Dempsey qui arrivent trop tard. Big Ben rencontre Edwards, qui lui apprend que si Dempsey le découvre il ne lui laissera pas plus de chance qu’à Jimmy. Big Ben va chez sa mère et Edwards en prévient Dempsey. Harriet n’en est pas étonnée. Elle pense qu’Edwards est informé des trafics par Big Ben, qui est devenu gênant pour lui et qu’il a livré à Dempsey, qu’il prend pour un tueur, pour s’en débarrasser…

### Épisode 6:L'Oiseau de proie
- Titre original : Bird of Prey
- Numéro(s) : 26 (3-6)
- Réalisateurs : Francis Megahy, Roger Tucker
- Scénariste : David Wilks
- Montage : Tony Webb
- Décors : James Dillon
- Diffusion(s) : 
  -  Royaume-Uni : 4 octobre 1986
  -  France :
- Invité(s) : Nick Brimble (Keith Lymon), Annabel Leventon (Christine Bayly), Andrew Dunn (Détective Con. Austin), Kevin Quarmby (Munro), Robert Pereno (Eddie Dean), Alexandra Avery (Lucy Bayly), Clive Clarke (Rickie Rude), Richard Fallon (Officier de prison), Peter Sproule (Georges), Heather Alexander (Annie), Peter Pacey (Kevin Dean)…
- Résumé : Austin, un des hommes de Spikings, est en surveillance. Il vient à peine de signaler à son chef, par téléphone, que tout va bien, qu’il est surpris par deux hommes qui le menacent. L’un d’eux monte voir Lucy, une fillette, qui dort à l’étage et lui dit que sa mamie veut la voir toute suite. Austin se retrouve à l’hôpital gravement blessé. La fillette, Lucy Bayly, 11 ans, est la fille du principal témoin d’un procès qui devait être jugé le jour même. Le juge a juste ajourné le procès de deux jours sans tenir vraiment compte de l'enlèvement de Lucy. L’homme qui va être jugé, est pour Spikings le plus important trafiquant de drogue du pays. Spikings a mis trois ans à le conduire devant la justice. La mère de Lucy, le témoin, décide de ne plus témoigner.

Austin ayant reconnu son agresseur, Eddie Dean, Spikings donne carte blanche et 48 heures à Dempsey et Harriet pour retrouver Dean. Ils vont voir Rickie Rude, qui a fait des affaires avec Dean, et leur donne un nom, Jeff Lymon. C’est le tireur fou qui avait posé à Harriet et Dempsey des problèmes après l’attaque d’un chantier par Miller pour voler la paye des ouvriers et qui, c'est encore lui qui une fois arrêté a menacé Dempsey de le tuer. Lymon, devenu un prisonnier modèle, a été transférer dans une prison plus confortable. Il lui reste 7 ans à faire, voire 4, pour bonne conduite. Dempsey veut s’en servir. Il obtient de Spikings qu’il puisse proposer à Lymon une remise de peine. Lymon, qui ne cesse de penser à Dempsey, apprend qu’il va être transféré. Lors du transfert, le fourgon est attaqué par un homme casqué à moto. Il s’enfuit avec lui. Ils échappent à la police et retrouve Harriet qui les attend. L’homme casqué n’est autre que Dempsey, qui lui fait sa proposition. Lymon refuse d’abord, mais Dempsey lui signale que son évasion lui vaudra au moins 4 ans de plus sans possibilité de remise de peine pour bonne conduite. Lymon finit par accepter.
Lymon part donc à la rechercher de la seule personne qui peut entrer en contact avec Dean, son demi frère. Dempsey lui donne une heure pour cela. Spikings essaye de soutenir Christine Bayly et de la faire changer d'avis. Lymon vole une Pontiac Trans Am noire. L’heure est passée, Dempsey lancer en appel pour le faire arrêter. Lymon téléphone à un nommé Georges et lui dit qu'il recherche Annie. Dempsey apprend de Chas que Lymon a été repéré au volant de la Pontiac. Lymon va voir Georges, qui avertit Annie de sa sortie de prison et qu'il arrive chez elle. Lymon retrouve Annie. Dempsey et Harriet retrouve la Pontiac devant chez Georges. Celui-ci finit par dire ce qu’il sait. Annie, la petite amie de Lymon, vit depuis l'arrestation de celui-ci avec un nommé Kevin. Celui-ci revient chez eux avec un fusil à pompe, car il a appris que Lymon le cherche. Arrive après lui Dempsey et Harriet. Kevin menace Lymon, Dempsey intervient et lui tire dessus. À Dempsey qui lui demande où est le frère de Dean, Lymon lui apprend qu’il vient de le tuer. Spikings reçoit la poupée de Lucy. Sa mère refuse toujours de témoigner…

### Épisode 7:Le Tueur
- Titre original : Out of Darkness
- Numéro(s) : 27 (3-7)
- Réalisateur : Christopher King
- Scénariste : John Field
- Montage : Paul Hudson
- Décors : Liz Ashard
- Costumes : Penny Lowe
- Diffusion(s) : 
  -  Royaume-Uni : 11 octobre 1986
  -  France :
- Invité(s) : Julia Watson (Terry), Garry Cooper (Swabey), Tim Preece (le psychiatre), Roger Watkins (le patron du pub), Patrick Murray (le manager de la laverie), Lesley Clare O'Neill (Phyllis)…
- Résumé : De nuit, une jeune femme croise un homme dans une laverie. De retour chez elle, elle est agressée par le même homme. Celui-ci, qui a enregistré l’agression, en envoie une copie à la police, sur laquelle on entend de la musique. Il a déjà commis 2 meurtres, c'est pourquoi les services de Spikings ont été chargés de l'affaire. Sa nouvelle victime est peut-être encore en vie, les précédentes n’ayant été tuées qu’après 20 heures. L’homme est toujours chez sa victime, qui est toujours en vie, et il écoute à la radio l’appel de la police pour l’identifié au son de sa voix. Dempsey et Harriet consulte un psychiatre, qui leur dit que les paranoïaques ont leur propre logique dont il suffit de trouver la clé. La jeune femme se réveille. Elle a bien compris qui est son agresseur, mais lui annonce qu’elle refusera de le supplier.

La musique sur la bande conduit à un pub, où se produisait en groupe, dont les fenêtres donne sur un immeuble voisin. Dempsey et Harriet investissent celui-ci, mais l’appartement est vide. L’homme est dans sa fourgonnette. En réécoutant la bande envoyée par l’homme, Dempsey et Harriet comprennent qu’il a rencontré sa victime dans la laverie. La jeune femme, qui sait beaucoup de choses sur l’affaire grâce à la presse, parle avec l’homme qui l’a enlevée. Dempsey et Harriet interrogent le patron de la laverie. Ils sont observés par l’assassin. L'homme téléphone à Spikings et demande un rendez-vous avec Harriet, qui doit s’y rendre seule. Dempsey décide de s’y rendre aussi. Sur place, l'homme la contacte par téléphone. Il a repéré Dempsey et menace toujours de tuer sa victime, Terry. Il obtient d’Harriet qu’elle vienne seule à un nouveau rendez-vous. Harriet part en interdisant à Dempsey de la suivre. Sur les lieux du rendez-vous Dempsey, qui est là, essaye d’intervenir et se retrouve coincé dans la cache d’un monte-charge. Harriet veut parler à Terry et finit par la retrouver morte peu avant l’arrivée de Dempsey lui-même suivi de Chas et de Spikings.
Dans un nouvel appel téléphonique, l'homme annonce qu’il va tuer à nouveau et que sa prochaine victime sera Harriet. Celle-ci remarque que les trois victimes se ressemblaient. L’homme essaye, sans succès, de parler à Phyllis une jeune femme qui a vécu 5 ans avec lui et qui ressemble aux victimes. Harriet lance à la radio un appel aux brunes de 18 à 35 ans, pour trouver celle qui est indirectement responsable des actes du tueur. Harriet repart chez elle avec la promesse de Dempsey qu'elle sera avertie s'il y a du nouveau. Une des réponses à l’annonce de la police vient de madame Swabey, épouse de Richard. Dempsey va étudier cette piste. En allant chercher sa voiture au garage, il découvre dans la voiture Harriet, qui a été enlevée, un mot de l'homme…

### Épisode 8:Une mort étrange
- Titre original : The Cortez Connection
- Numéro(s) : 28 (3-8)
- Réalisateur : Baz Taylor
- Scénariste : Guy Meredith
- Montage : Ray Weedon
- Décors : Rae George
- Diffusion(s) : 
  -  Royaume-Uni : 18 octobre 1986
  -  France :
- Invité(s) : Susannah Fellows (Simone), Francisco Morales (Cortez), Kim Wall (D.C. Fry), Jonathan Docker-Drysdale[8] (D.S. Ward), David Taylor (Détective), Patrick Gordon, Vincenzo Nicoli, Arturo Venegas, Paul Holmes et Stephen Gressieux (les Colombiens), Jeffrey Chiswick (Ronald Tulley)…
- Résumé : Dans une zone portuaire, un policier qui surveille un groupe d’homme est tué par l’un d’eux. Le groupe vole un camion. Ils font partie de la bande de Cortez, un Colombien qui veut vendre sa drogue au Royaume-Uni. Le camion a été repéré. Demspey et Harriet l’attendent à une bretelle d’autoroute. Le camion, qui transporte un million de dollars de cocaïne pure, passe devant eux. Malgré les ordres de Spikings, Dempsey décide de le suivre. L’assassin, qui est dans le camion, remarque qu’il est suivi. Alors qu’il roule encore, l’arrière du camion s’ouvre, laissant tomber une partie de la marchandise et sortir une fourgonnette, qui s’enfuit. Les passagers du camion déclenchent une fusillade le temps de refermer le camion et de s’en aller eux aussi. Une fois dans leur planque, ils récupèrent le reste de leur marchandise.

Sur le Pont de Londres une femme appel un taxi. Harriet apprend à Dempsey que dans leur fuite les gangsters ont perdu pour 10 millions de livres de marchandises à la vente. Harriet et Dempsey pensent que Cortez va monter un réseau pour écouler sa marchandise. La femme téléphone au bureau, elle tombe sur Spikings, et lui demande à parler à Dempsey. Elle laisse un message, où elle indique qu’elle l'a retrouvé et qu'elle signe Simone. Dempsey et Harriet sont chez un revendeur et le font parler. Son fournisseur, Ronald, dirige une compagnie de messagerie postale. L’assassin, Cortez, impose ses produits aux grossistes par la menace si besoin. En rentrant chez lui, accompagnée d’Harriet, Dempsey à la surprise de retrouver Simone qui lui tombe dans les bras.
Le lendemain, Harriet trouve dans ses dossiers le patron de la boîte de messagerie, Ronald Tulley. Dempsey a installé Simone chez lui. Il va, avec Harriet, dans le restaurant de Tulley pour l’interroger. Celui-ci refuse de parler. En sortant du restaurant, Dempsey remarque qu’un Colombien est là dans une voiture. Il décide de l’arrêter et ils le font, après une courte poursuite, sous les yeux de Cortez. Le Colombien arrêté refuse de parler. De retour chez lui, avec Harriet, Dempsey est invité par Simone dans un bar. Simone embarque Harriet avec eux. Elle envoie Dempsey prendre une douche et discute avec Harriet après lui avoir prêté une blouse. Elle lui annonce que Dempsey est éprise d’elle. De son côté, Cortez prépare une bombe. Dans le bar, Simone s’enivre. Une grenade explose devant Tulley dans son restaurant. De retour chez lui, Simone s’écroule au sol et découvre par hasard, sous le lit, la bombe de Cortez. Au matin, Simone annonce qu’elle va quitter Londres. De retour au bureau, Dempsey et Harriet découvrent Tulley dans le bureau de Spikings. Il a décidé d’aider la police. Une vaste opération est organisée pour arrêter Cortez sous la direction de Spikings. Il charge Dempsey et Harriet de la protection de Tulley.…

### Épisode 9:L'Homme traqué
- Titre original : Mantrap
- Numéro(s) : 29 (3-9)
- Réalisateur : Roger Tucker
- Scénariste : David Wilks
- Montage : Paul Hudson
- Décors : Rodney Cammish
- Diffusion(s) : 
  -  Royaume-Uni : 25 octobre 1986
  -  France :
- Invité(s) : Christopher Benjamin (Sam Powell), Barbara Young (Miriam Powell), Thelma Ruby (Mrs. Lupin), Christopher Reich (Mick Ryan), Jonathan McKenna (Mick Walsh), Michael Watkins (Danny Walsh), Cory Pulman (Julia Powell), Harry Jones (Rat-faced Webster), Sidney Golder (Steven Albert Knee), Peter Lovstrom (Johnsone)…
- Résumé : Trois policiers en tenue viennent chez un diamantaire. Alors que l'un d’eux le menace d’une arme, celui-ci le renverse sur la table. Ces collaborateurs se retournent, ce sont Harriet, Chas et un autre policier. C’était un piège. Le diamantaire n’est autre que Dempsey déguisé. Dans la rue, Dempsey pense que quelque chose n’est pas clair. Une fourgonnette recule dans la rue, 2 hommes masqués en ouvrent l’arrière et tirent. De retour à leur planque avec la fourgonnette, l’un des hommes, Danny Walsh, téléphone à Powell pour l’avertir que la police était sur place et qu’ils ont tirés sur un « flic ». Powell reçoit la visite d’un de ses hommes qui l’avertit qu’Harriet et Dempsey ont pris l’enquête en main. Powell annonce qu’il s’occupera d’eux en personne et lui fait comprendre qu’il va les faire tuer. Le policier est mort.

Sur l’une des photographies des tueurs du policier, Dempsey croit connaitre les 2 hommes masqués sans pouvoir les identifier. Powell est en plein préparatif du mariage de sa fille prévu pour dans quelques heures. Il confie à Danny Walsh et son frère la tache d’éliminer Dempsey et Harriet et leur adjoint Johnsone. Un informateur indique à Dempsey un coup monté par les frères Walsh. Dempsey est convaincu que les hommes sur la photo sont les frères Walsh. Il parle du coup à Spikings qui lui signale que les frères Walsh sont en Espagne et lui rappelle une opération récente sur Piccadilly qui avait été organisée à la suite d'un autre tuyau et dont l’échec a ridiculisé son service. Dempsey décide d’aller sur les lieux de l’attaque. Powell est toujours en plein préparatif. Les frères Walsh récupèrent Johnsone, qui en veut à Dempsey. Spikings ordonne à Chas d’étudier les notes d’Harriet pour y trouver des preuves confirmant une hypothèse de celle-ci : une personne liée au milieu des diamantaires informe les voleurs.
Près de la banque, Harriet repère un homme qu'elle connaît, un complice d’attaque à mains armées et de cambriolage, Steven Albert Knee. Harriet veut avertir Spikings, mais Dempsey, qui a bien compris qu’il lui reproche l’opération de Piccadilly, refuse. Powell est informé de la situation de Dempsey et Harriet par téléphone. Ceux-ci louent le chariot d’un marchand de hot dogs. Harriet remarque un autre homme qu'elle connait. Dempsey appelle le bureau pour savoir si une voiture a été volée, comme le tuyau l'indiqué, c’est le cas. Il demande des renseignements sur les deux hommes qu’ils ont repérés et, à Spikings, de se renseigner à nouveau sur la présence des Walsh en Espagne. Il les rappelle, ils n'y sont pas. Powell part pour la synagogue convaincu que le problème que lui pose Dempsey et Harriet va être bientôt réglé…

### Épisode 10:Le Gardien
- Titre original : Guardian Angel
- Numéro(s) : 30 (3-10)
- Réalisateur : Michael Brandon
- Scénariste : Michael Brandon
- Montage : Paul Hudson
- Distribution des rôles : Lesley Weeks
- Décors : Rodney Cammish
- Diffusion(s) : 
  -  Royaume-Uni : 1er novembre 1986
  -  France :
- Invité(s) : Kate O'Mara (Joyce Hargreaves), Richard Johnson (George Daish), John Ainley (Joe Carter, le Cinglé), Derek Newark (Corman), Damien Thomas (Tony), Don Henderson (Dan), Peter Brace (Hitman)…
- Résumé : Un homme va tirer sur Dempsey. Harriet l’en avertit. Il tire sur l’homme et le tue. Harriet « voit » alors Dempsey à la place du mort. Spikings interroge Harriet. Elle et Dempsey étaient là à la suite d'une information reçue par Dempsey à propos d’un gros coup organisé par des inconnus qui avaient recruté Joe Carter dit le Cinglé, la victime. Harriet se trouble en voyant le cadavre évacué. Son comportement semble bizarre à Spikings. Dempsey reçoit l'ordre de son chef de mettre son informateur dans le coup. Dempsey interroge Harriet sur ce qui la tourmente. Elle lui avoue qu’elle a vue Joe tiré sur lui et le tuer. Elle le quitte en lui disant de se débrouiller sans elle. Il part seul à la recherche de Dan, son informateur. Un homme, Corman, rencontre l’homme qui a engagé Joe et qui arrive en Jaguar blanche. Celui-ci, qui a été dans le milieu pendant 15 ans, prévoit de récupéré l’argent qu’il estime que celui-ci lui doit. Cet homme, George, va ensuite rencontrer Tony, qui apprend dans le journal la mort de Joe.

Dempsey retrouve Dan qui accepte de répondre à ses questions. Au milieu de la nuit, Dempsey revient au bureau, ivre, alors que Spikings est encore là. Il a appris le nom du garage qui va fournir la voiture pour le hold-up. Alors qu'il reconnaît ne pas savoir la cible de celui-ci et qu'il va s’y mettre avec sa partenaire, Spikings lui présente alors la lettre de démission d’Harriet. Dempsey va voir Harriet qui lui apprend qu’elle travaille au Muséum d’histoire naturelle et le laisse repartir. Dans le poste d'observation du garage, Dempsey rencontre Joyce Hargreaves, sa nouvelle partenaire. Elle remarque l’arrivée d’un Jaguar, celle de George, et Dempsey le reconnaît. C’est un homme que Spikings et Harriet ont depuis longtemps dans le collimateur. Dempsey essaye de convaincre Harriet de revenir en lui apprennent qu’il est question de George Daish. Elle se réjouit de son arrestation prochaine, mais interdit à Dempsey de revenir. Daish informe son complice du déroulement du hold-up. Il est observé de loin par un homme.
Après avoir réglé quelques détails au bureau, Spikings invite Dempsey dans un pub. Il lui fait comprendre qu’il se peut qu’Harriet tient à lui et qu’elle croit qu’il ne tient pas autant à elle. Harriet reçoit la visite de Joyce, qui apprennent sa démission pense qu’elle reviendra dans la police. Elles commencent une conversation sur Dempsey. Joyce, se fiant à son premier contact avec lui et à sa réputation, le critique. Harriet le décrit comme le meilleur détective qu’elle n’a jamais connue et commence un éloge du meilleur partenaire que Joyce ne pourra jamais avoir. Joyce dit à Harriet qu’elle est la meilleure inspectrice de police et ne doit pas sacrifier sa carrière pour lui. Comme Harriet lui répond qu’elle n’a pas envie de le voir se faire tuer, Joyce lui indique que c’est avec elle qu’il a plus de change de survivre. Dempsey est avec Dan et lui parle d’Harriet avec laquelle il a du mal à parler. Dan veut lui faire parler avec une chaise vide où est censé être Harriet. Il ne peut rien dire. Dan le plaint de ne pas savoir dire « J’ai besoin de vous ». Au matin Dempsey est réveillé par un appel de Joyce, l’opération montée par Daish a commencé.…